# Serenade to a Soul Sister
Serenade to a Soul Sister – album studyjny amerykańskiego pianisty jazzowego Horace’a Silvera oraz współpracujących z nim w kwintecie muzyków, wydany z numerem katalogowym BLP 4277 i BST 84277 w 1968 roku przez Blue Note Records.

## Powstanie
Materiał na płytę został zarejestrowany 23 lutego (A1-A3) i 29 marca (B1-B3) 1968 roku przez Rudy’ego Van Geldera w należącym do niego studiu (Van Gelder Studio) w Englewood Cliffs w stanie New Jersey. Produkcją albumu zajął się Alfred Lion.

## Lista utworów
Opracowano na podstawie materiału źródłowego.
Wydanie LP
Strona A
| Nr | Tytuł utworu                | Muzyka        | Długość |
| -- | --------------------------- | ------------- | ------- |
| 1. | „Psychedelic Sally”         | Horace Silver | 7:14    |
| 2. | „Serenade to a Soul Sister” | Silver        | 6:19    |
| 3. | „Rain Dance”                | Silver        | 6:21    |
|    |                             |               | 19:54   |

Strona B
| Nr | Tytuł utworu               | Muzyka | Długość |
| -- | -------------------------- | ------ | ------- |
| 1. | „Jungle Juice”             | Silver | 6:46    |
| 2. | „Kindred Spirits”          | Silver | 5:55    |
| 3. | „Next Time I Fall in Love” | Silver | 5:19    |
|    |                            |        | 18:00   |

## Twórcy
Opracowano na podstawie materiału źródłowego.
Muzycy:
Utwory A1-A3 (23 lutego 1968):
- Horace Silver – fortepian
- Charles Tolliver – trąbka
- Stanley Turrentine – saksofon tenorowy
- Bob Cranshaw – kontrabas; gitara basowa (A1)
- Mickey Roker – perkusja

Utwory B1-B3 (29 marca 1968):
- Horace Silver – fortepian
- Charles Tolliver – trąbka (oprócz B3)
- Bennie Maupin – saksofon tenorowy (oprócz B3)
- John Williams – kontrabas
- Billy Cobham – perkusja

Produkcja:
- Alfred Lion – produkcja muzyczna
- Rudy Van Gelder – inżynieria dźwięku